# Новое Кушниково
Новое Кушниково (чув. Çĕнĕ Кушник) — деревня в Мариинско-Посадском муниципальном округе Чувашской Республики. С 2004 до 2023 года входила  в состав Приволжского сельского поселения.

## География
Находится в северо-восточной части Чувашии, на расстоянии приблизительно 13 км на юго-восток по прямой от районного центра города Мариинский Посад на правом берегу Волги.

## История
Известно с 1858 года, когда здесь было 82 жителя. В 1897 было 114 жителей, в 1926 — 36 дворов, 190 жителей, в 1939—224 жителя, в 1979 — 92. В 2002 году было 27 дворов, в 2010 — 19 домохозяйств. В 1933 году образован колхоз «Новая Деревня», в 2010 году действовал СХПК «Волга».

## Население
Постоянное население составляло 50 человек (русские 94 %) в 2002 году, 33 в 2010.